# Michael Layer
Michael Layer (ur. 23 października 1978) – niemiecki snowboardzista. Zajął 27. miejsce w snowcrossie na igrzyskach w Turynie. Na mistrzostwach świata najlepszy wynik uzyskał na mistrzostwach w Whistler, gdzie zajął 4. miejsce w snowcrossie. Najlepsze wyniki w Pucharze Świata osiągnął w sezonie 2003/2004, kiedy to zajął 8. miejsce w klasyfikacji generalnej.

## Sukcesy

### Igrzyska olimpijskie
| Miejsce | Dzień     | Rok  | Miejscowość | Konkurencja    | Zwycięzca    |
| ------- | --------- | ---- | ----------- | -------------- | ------------ |
| 27.     | 14 lutego | 2006 | Turyn       | Snowboardcross | Seth Wescott |

### Mistrzostwa Świata
| Miejsce | Dzień       | Rok  | Miejscowość          | Konkurencja       | Zwycięzca           |
| ------- | ----------- | ---- | -------------------- | ----------------- | ------------------- |
| 13.     | 22 stycznia | 2001 | Madonna di Campiglio | Gigant            | Jasey-Jay Anderson  |
| DNF     | 26 stycznia | 2001 | Madonna di Campiglio | Slalom równoległy | Gilles Jaquet       |
| 10.     | 28 stycznia | 2001 | Madonna di Campiglio | Snowboardcross    | Guillaume Nantermod |
| 18.     | 14 stycznia | 2003 | Kreischberg          | Slalom równoległy | Siegfried Grabner   |
| 33.     | 19 stycznia | 2003 | Kreischberg          | Snowboardcross    | Xavier de Le Rue    |
| 4.      | 16 stycznia | 2005 | Whistler             | Snowboardcross    | Seth Wescott        |
| 30.     | 14 stycznia | 2007 | Arosa                | Snowboardcross    | Xavier de Le Rue    |
| 27.     | 18 stycznia | 2007 | Kangwŏn              | Snowboardcross    | Markus Schairer     |

### Puchar Świata

#### Miejsca w klasyfikacji generalnej
- 1999/2000 - 58.
- 2000/2001 - 44.
- 2001/2002 - 27.
- 2002/2003 - 17.
- 2003/2004 - 8.
- 2004/2005 - -
- 2005/2006 - 82.
- 2006/2007 - 179.
- 2007/2008 - 111.
- 2008/2009 - 157.

#### Miejsca na podium
1. Kreischberg – 6 stycznia 2001 (Snowcross) - 3. miejsce
2. Arosa – 17 stycznia 2004 (Snowcross) - 2. miejsce
3. Saas-Fee – 30 października 2004 (Snowcross) - 1. miejsce